# Rowena Meredith
Rowena Meredith (Basingstoke, 27 de abril de 1995) é uma remadora australiana, medalhista olímpica.

## Carreira
Meredith conquistou a medalha de bronze nos Jogos Olímpicos de Verão de 2020 em Tóquio com a equipe da Austrália no skiff quádruplo feminino, ao lado de Ria Thompson, Harriet Hudson e Caitlin Cronin, com o tempo de 6:12.08.